# Issah Salou
Issah Abdoulaye Salou (4 febbraio 1999) è un calciatore nigerino, centrocampista dell'Ishøj.

## Carriera

### Club
Ha giocato nella prima divisione danese con il Randers.

### Nazionale
Ha giocato nella nazionale nigerina Under-20, con la quale nel 2019 ha anche partecipato alla Coppa d'Africa di categoria.
Il 10 ottobre 2020 ha esordito con la nazionale maggiore giocando l'amichevole vinta 2-0 contro il Ciad.

## Statistiche

### Cronologia presenze e reti in nazionale
| Cronologia completa delle presenze e delle reti in nazionale ― Niger | Cronologia completa delle presenze e delle reti in nazionale ― Niger | Cronologia completa delle presenze e delle reti in nazionale ― Niger | Cronologia completa delle presenze e delle reti in nazionale ― Niger | Cronologia completa delle presenze e delle reti in nazionale ― Niger | Cronologia completa delle presenze e delle reti in nazionale ― Niger | Cronologia completa delle presenze e delle reti in nazionale ― Niger | Cronologia completa delle presenze e delle reti in nazionale ― Niger |
| Data                                                                 | Città                                                                | In casa                                                              | Risultato                                                            | Ospiti                                                               | Competizione                                                         | Reti                                                                 | Note                                                                 |
| -------------------------------------------------------------------- | -------------------------------------------------------------------- | -------------------------------------------------------------------- | -------------------------------------------------------------------- | -------------------------------------------------------------------- | -------------------------------------------------------------------- | -------------------------------------------------------------------- | -------------------------------------------------------------------- |
| 10-10-2020                                                           | Niamey                                                               | Niger                                                                | 2 – 0                                                                | Ciad                                                                 | Amichevole                                                           | -                                                                    | 74’                                                                  |
| 13-10-2020                                                           | Niamey                                                               | Niger                                                                | 1 – 0                                                                | Sierra Leone                                                         | Amichevole                                                           | -                                                                    | 56’                                                                  |
| 17-11-2020                                                           | Addis Abeba                                                          | Etiopia                                                              | 3 – 0                                                                | Niger                                                                | Qual. Coppa d'Africa 2021                                            | -                                                                    | 73’                                                                  |
| Totale                                                               |                                                                      | Presenze                                                             | 3                                                                    |                                                                      | Reti                                                                 | 0                                                                    |                                                                      |